# Taenaris mera
Taenaris mera är en fjärilsart som beskrevs av Hans Fruhstorfer 1905. Taenaris mera ingår i släktet Taenaris och familjen praktfjärilar. Inga underarter finns listade i Catalogue of Life.